# Station Birkdale
Birkdale is een spoorwegstation van National Rail in Birkdale, Sefton in Engeland. Het station is eigendom van Network Rail en wordt beheerd door Merseyrail. 